# Karina Sørensen
Karina Charlotte Sørensen (født 8. april 1982 i Kolding) er et tidligere folketingsmedlem, valgt for Dansk Folkeparti i Vejle Amtskreds, fra 2001 til 2005. Hun blev ved indvælgelsen i øvrigt det yngste medlem af Folketinget, med sine 19 år, 7 mdr. og 12 dage.
Karina Sørensen er datter af børstenbinder Anker Sørensen og rengøringsassistent Rita Sørensen.
Hun har Folkeskolens udvidede afgangseksamen fra Almind-Viuf Fællesskole 1999 og var Højere handelseksamen-studerende på Nyborg-Kerteminde Handelsskole 1999-2002.
Karina Sørensen var næstformand for Dansk Folkepartis Ungdom (DFU) i Vejle Amt 2000-2001 og medlem af hovedbestyrelsesmedlem i DFU 2000-2001.
Fra februar 2001 var hun partiets kandidat i Fredericiakredsen.
Sørensen blev valgt ind i Folketinget for Vejle Amtskreds ved Folketingsvalget 2001 den 20. november 2001 med 1692 personlige stemmer. 
I Folketinget sad hun i Europaudvalget og Uddannelsesudvalget.
Hun valgte ikke at opstille til Folketingsvalget 2005 til fordel for en uddannelse som bankrådgiver.